# Alice Huyler Ramsey
Alice Huyler Ramsey, née le 11 novembre 1886 à Hackensack (New Jersey) et morte le 10 septembre 1983 à Covina (Californie), est une pionnière américaine de l'automobile. Elle réalise en 1909 à l'âge de 22 ans la première traversée transcontinentale en tant que femme en 59 jours et en 3 800 milles (6 116 km) — soit près de 3 jours de moins que Horatio Nelson Jackson en 1903,,,.

### Premières années

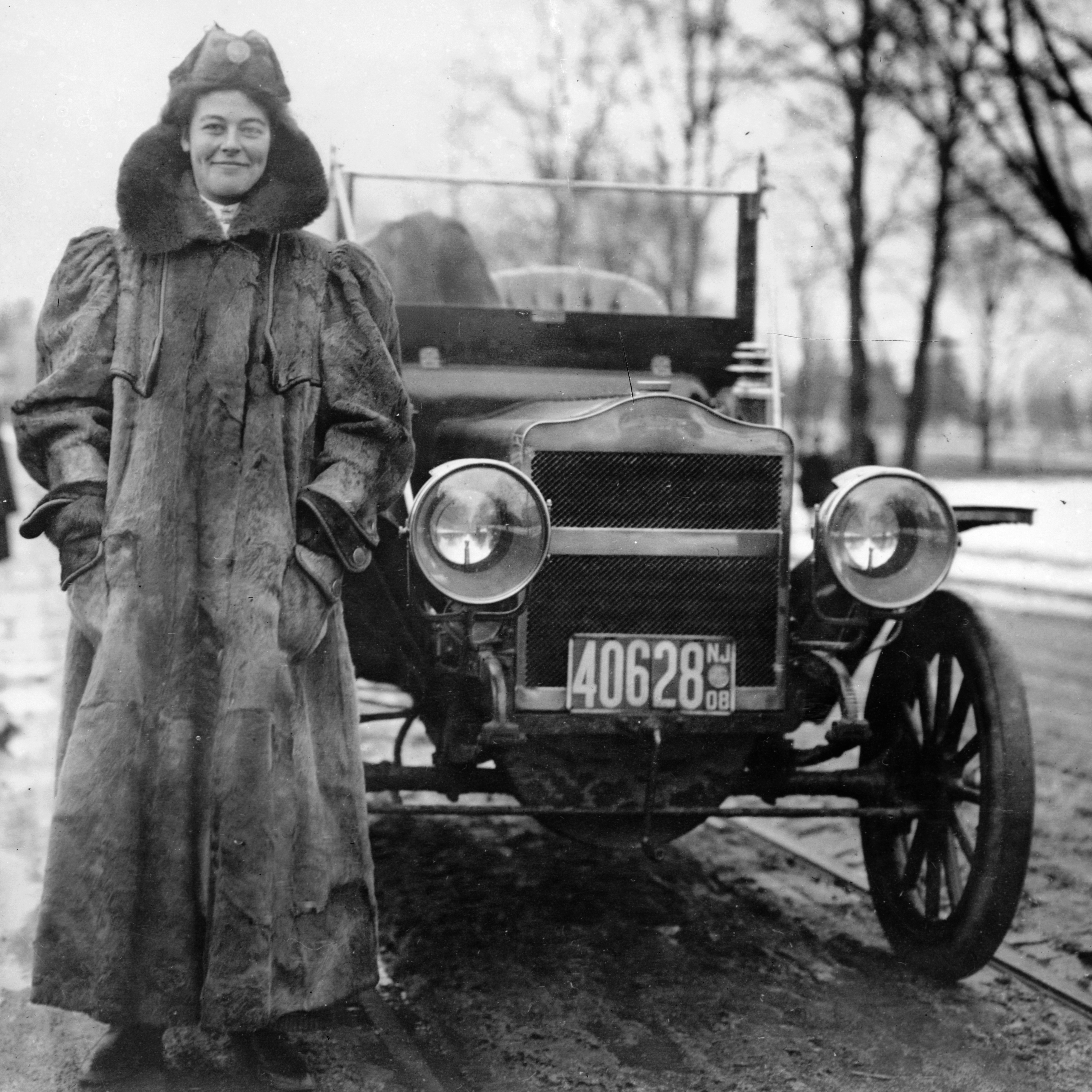
Alice Huyler Ramsey aux côtés de sa Maxwell en 1909.

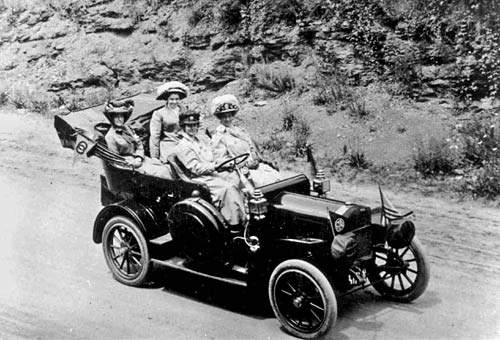
Ramsey et ses trois passagères (ses deux sœurs et une amie).

### Dernières années

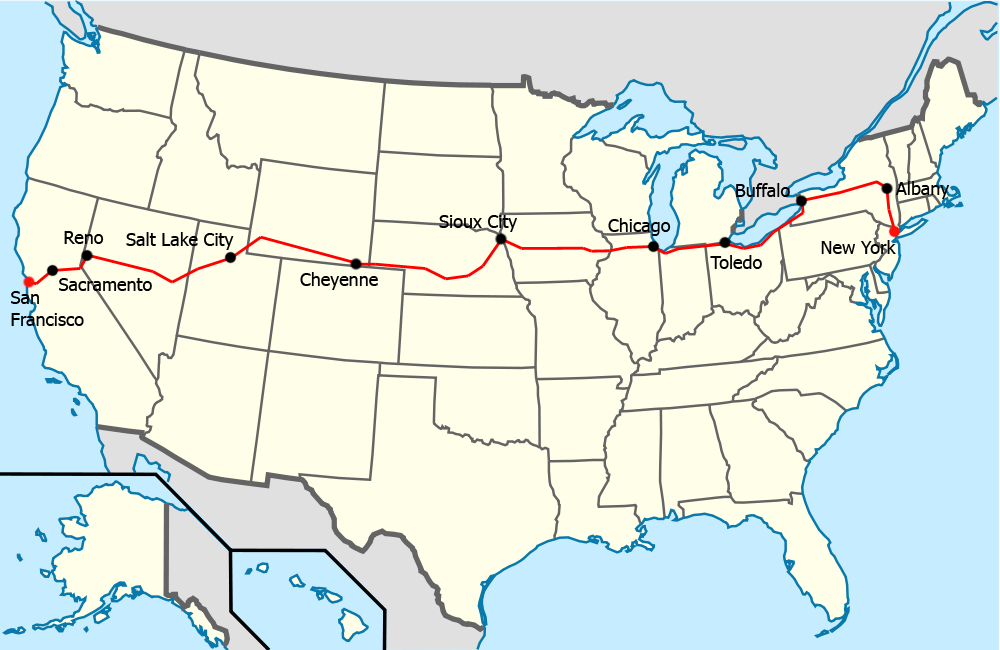
Le trajet suivi par Alice Ramsey de juin à août 1909 (Départ depuis New-York et arrivée à San Francisco).

## Publications
- (en-US) Alice Huyler Ramsey (Autrice) et Gregory M. Franzwa (Éditeur), Alice's drive : Republishing veil, duster, and tire iron, Tucson, Patrice Press, 2005 (1re éd. 1961) (ISBN 9781880397565 et 1880397560, OCLC 58043308).